# Cabárceno (Penagos)
Cabárceno es una localidad española del municipio de Penagos, en la comunidad autónoma de Cantabria.

## Geografía
La localidad se encuentra situada a 145 m s. n. m. y a 2,5 kilómetros de distancia de la capital municipal, Penagos.

## Historia
Hacia mediados del siglo XIX, el lugar, ya por entonces perteneciente al municipio de Penagos, tenía contabilizada una población de 206 habitantes. Aparece descrito en el quinto volumen del Diccionario geográfico-estadístico-histórico de España y sus posesiones de Ultramar de Pascual Madoz con las siguientes palabras:

CABARCENO: l. en la prov. y dióc. de Santander (3 leg.), part. jud. de Entrambasaguas (2), aud. terr. y c. g. de Burgos (26), ayunt. de Penagos: sit. en un llano al pie del monte de Cabarga; combatido por los vientos del S. y O. en especialidad; con clima templado, siendo sus enfermedades mas comunes las fiebres y constipados. Tiene 52 casas; igl. parr. servida por un cura, dedicada á San Vicente Mártir; una ermita (San Roque); y 4 fuentes en el térm. de muy buenas aguas. Confina N. Liaño 1/2 leg.; E. Pamanes; S. Penagos, y O. Sobarzo y la Concha, todos á 1/4. El terreno es de buena calidad. Los caminos locales, á escepcion de los que dirigen á Torrelavega, Vizcaya, Burgos y Palencia, todos en mal estado; recibe la correspondencia de Santander por baligero, los martes y sábados, y sale en los mismos dias. prod.: maiz, trigo, habas, arvejas, lino, patatas, buenas yerbas de pasto, leña y maderas de construccion y varios minerales de hierro; en el monte espresado de Cabarga cria ganado vacuno, de cerda, caballar y mular, y caza de liebres y algun jabali. En los dias 22, 23 y 24 de abril se celebra una feria titulada de San Jorge, entre el térm. de este pueblo y el de Penagos; se reduce exclusivamente á la venta de ganado caballar y mular. pobl.: 48 vec., 206 alm. contr. con el ayunt.
(Madoz, 1846, p. 24)

En 2023, la entidad singular de población de Cabárceno tenía empadronados 197 habitantes, 196 de ellos en el núcleo de población de ese nombre y 1 en diseminado.

## Patrimonio
Destaca de la localidad el parque de la naturaleza de Cabárceno.